# Каронти (Рим)
Каронти је насеље у Италији у округу Рим, региону Лацио.
Према процени из 2011. у насељу је живело 629 становника. Насеље се налази на надморској висини од 58 м.